# 비자발적 기억

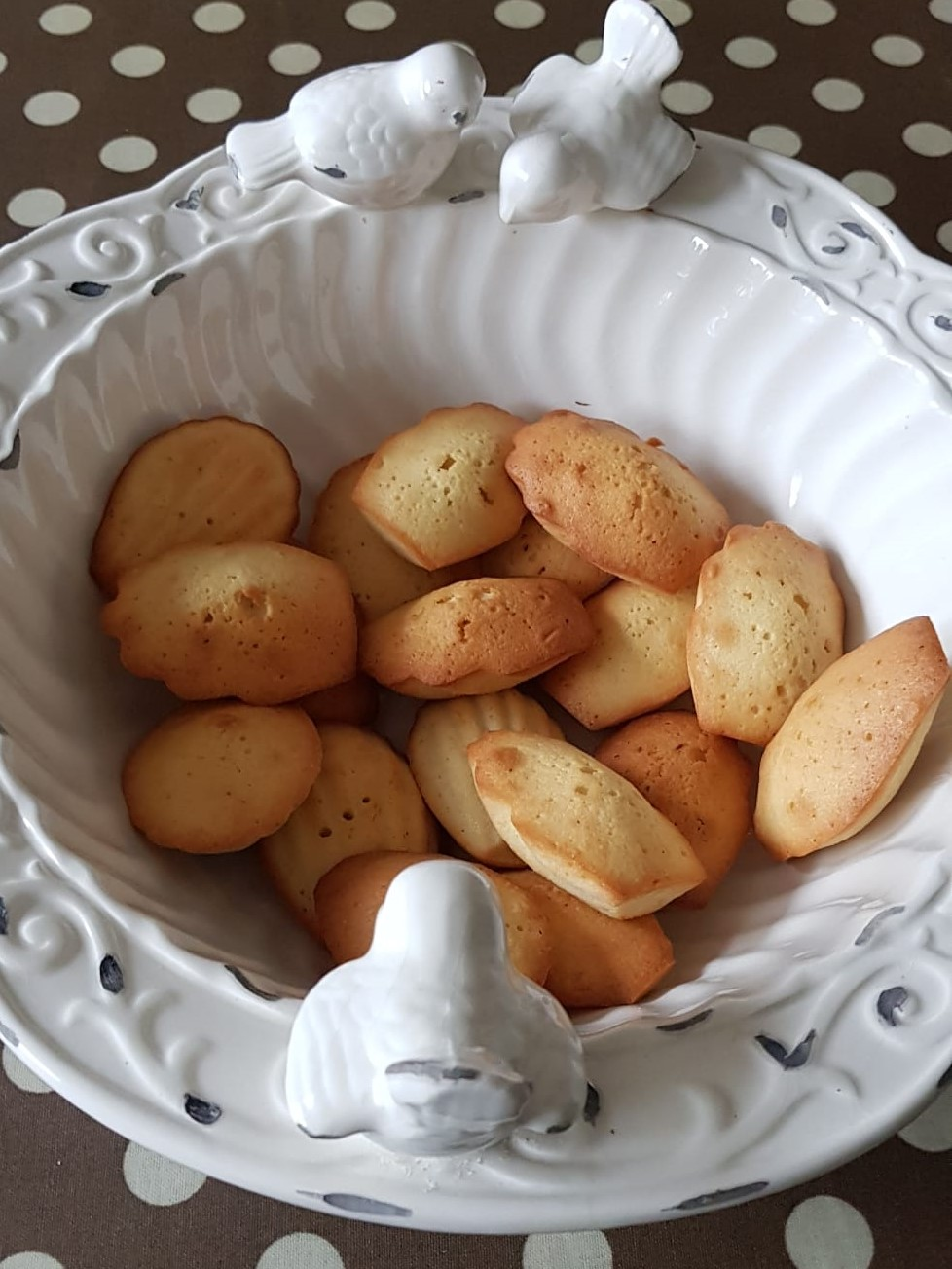
비자발적 기억의 유명한 예는 마르셀 프루스트가 그의 저서 《잃어버린 시간을 찾아서》에서 차에 담근 마들렌 케이크의 맛으로 어린 시절을 떠올리는 장면이다.

비자발적 기억(非自發的記憶)은 비자발적 명시적 기억(非自發的明示的記憶), 비자발적 의식적 기억(非自發的意識的記憶), 비자발적 인식 기억(非自發的認識記憶), 마들렌 순간(madeleine moment), 마인드 팝(mind pops) 등으로도 알려져 있으며, 가장 일반적으로는 비자발적 자전적 기억(非自發的自傳的記憶)이라고 불리는 기억의 하위 구성요소이다. 일상생활에서 마주치는 단서들이 의식적인 노력 없이 과거에 대한 회상을 불러일으킬 때 발생한다. 이와 반대되는 자발적 기억은 의도적으로 과거를 회상하려는 노력으로 특징지어진다.

## 발생
J.H. 메이스가 그의 저서 《비자발적 기억》에서 설명했듯이, 비자발적 기억이 발생하는 맥락은 적어도 세 가지가 있는 것으로 보인다. 이에는 일상생활에서 발생하는 것, 자발적 및 비자발적 회상 과정에서 발생하는 것, 그리고 정신과적 증후군의 일부로 발생하는 것이 포함된다.

### 소중한 단편들
이러한 현상들 중 가장 흔한 유형은 "소중한 단편들"이라고 불린다. 이 유형은 일상적인 정신 기능에서 발생하는 비자발적 기억을 포함한다. 이 비자발적 기억은 놀라움의 요소로 특징지어지고, 의식적 인식에 자발적으로 나타나는 것처럼 보인다. 이는 케이크 한 조각을 먹는 것과 같은 일상적인 경험의 산물로, 그 맛에 의해 과거의 경험이 떠오르게 된다. 연구에 따르면 이러한 경험은 후각과 관련하여 특히 강하고 빈번하게 나타난다. "소중한 단편들"이라는 용어는 자전적 기억 연구의 선구자인 매리골드 린턴이 만들었다. 예를 들어, 프루스트의 《잃어버린 시간을 찾아서》의 화자가 성인이 되어 마들렌 케이크를 차에 담가 먹으면서, 어린 시절 차에 담근 마들렌을 먹을 때 발생했던 기억을 떠올리는 경험에 반영되어 있다.

### 다른 기억의 부산물
다른 기억의 부산물은 덜 흔하며, 자발적/비자발적 회상의 결과로 나타나는 것으로 보인다. 이러한 현상의 특징은 하나의 비자발적 기억이 다른 기억으로 이어지는 등의 연쇄적 효과이다. 린턴은 이러한 기억에 대한 자신의 경험을 "내 마음이 조용할 때 불쑥 찾아오기도 하지만, 다른 정보를 찾는 과정의 부산물로도 나타난다"고 설명한다. 메이스는 이것을 "비자발적 기억 연쇄"라고 명명하며, 자전적 기억 시스템에서의 활성화 확산의 산물이라고 말한다. 이러한 비자발적 회상은 활성화가 의식에 들어올 만큼 현재의 인지 활동과 충분히 강하거나 관련이 있을 때 경험된다. 메이스에 따르면, 이 사실은 자전적 기억이 주로 개념적으로("경험적 유형 개념: 사람, 장소, 위치, 활동 등") 구성되어 있으며, 시간적 연관성은 같은 방식으로 오랫동안 유지되지 않는다는 것을 보여준다.

### 그다지 소중하지 않은 단편들
마지막으로, 일부 비자발적 기억은 외상적 경험에서 발생하며, 따라서 다른 비자발적 기억에 비해 상대적으로 드물다. 대상자들은 이것을 외상적 사건에 대한 두드러지고 반복적인 기억으로 설명한다. 이러한 기억의 괴로운 특성은 외상 후 스트레스 장애와 같은 정신과적 증후군에 관한 임상 연구자들의 연구에 중요하다. 일부 연구자들은 비자발적 기억이 자발적 기억보다 더 강한 감정적 강도를 갖고 인생 이야기의 중심성은 덜하다는 것을 발견했다. 그러나 한 연구에서는 외상 후 반복되는 비자발적 기억이 자전적 기억의 일반적 메커니즘으로 설명될 수 있으며, 고정되고 변하지 않는 형태로 나타나지 않는 경향이 있다는 것을 보여준다. 이는 심리학자들이 개인이 외상적 비자발적 기억을 다루는 데 도움이 되는 방법을 개발할 수 있음을 시사한다.

### 치매 환자에 대한 시사점
비자발적 회상의 자동적 특성에 관한 추가 연구는 이것이 작업 기억 입력을 필요로 하지 않을 수 있음을 보여준다. 따라서 한 보고서는 치매 환자들이 "적절한 촉발제가 그것들을 해방시킬 때까지" 접근할 수 없는 소중한 자전적 기억을 여전히 가지고 있을 수 있다는 가설을 세우며, 간병인들이 이러한 기억을 재활성화하여 긍정적인 감정적 효과를 이끌어내고 환자들의 인생 이야기와 정체성 감각을 유지하도록 훈련받을 가능성을 제시한다. 추가적인 경험적 연구가 필요하지만, 이러한 통찰은 치매 치료를 개선하는 희망적인 경로를 시작한다.

## 역사

### 헤르만 에빙하우스

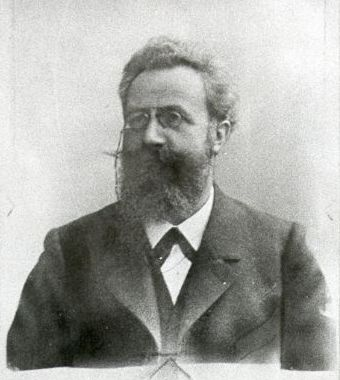
헤르만 에빙하우스(1850–1909).

1850년 독일 브레멘에서 태어난 헤르만 에빙하우스는 실험심리학의 원리를 최초로 기억 연구에 적용한 인물로 인정받는다. 그는 특히 기억 연구에 무의미 음절을 도입하고 적용한 것으로 잘 알려져 있으며, 이에 대한 연구를 통해 그의 가장 잘 알려진 두 가지 학문적 기여인 망각 곡선과 간격 효과를 발견하게 되었다. 에빙하우스는 또한 비자발적 기억에 대한 설명을 최초로 시도한 사람으로, "종종, 심지어 수년이 지난 후에도, 한때 의식 속에 존재했던 정신 상태가 명백한 자발성을 가지고 의지의 어떠한 작용 없이 의식으로 돌아온다. 즉, 그것들은 비자발적으로 재생된다"라고 말했다. 그는 계속해서 이러한 정신 상태가 한때 경험되었기 때문에, 정의상 의식 속에 자발적으로 나타나는 미래의 모습은 기억하는 행위가 되는 것이라고 설명했지만, 우리는 항상 이러한 정보를 처음 어디서 또는 어떻게 경험했는지 인식하지 못할 수도 있다. 에빙하우스는 또한 이러한 비자발적 재생이 무작위적이거나 우연히 일어나는 것이 아니라는 중요한 점을 지적했다. 대신, "그것들은 연상의 법칙에 따라 다른 즉각적으로 존재하는 정신적 이미지의 도구에 의해 만들어진다". 이는 위에서 논의된 바와 같이 메이스와 린턴의 다른 기억의 부산물로서의 비자발적 기억 이론과 일치한다.

### 마르셀 프루스트—프루스트적 기억

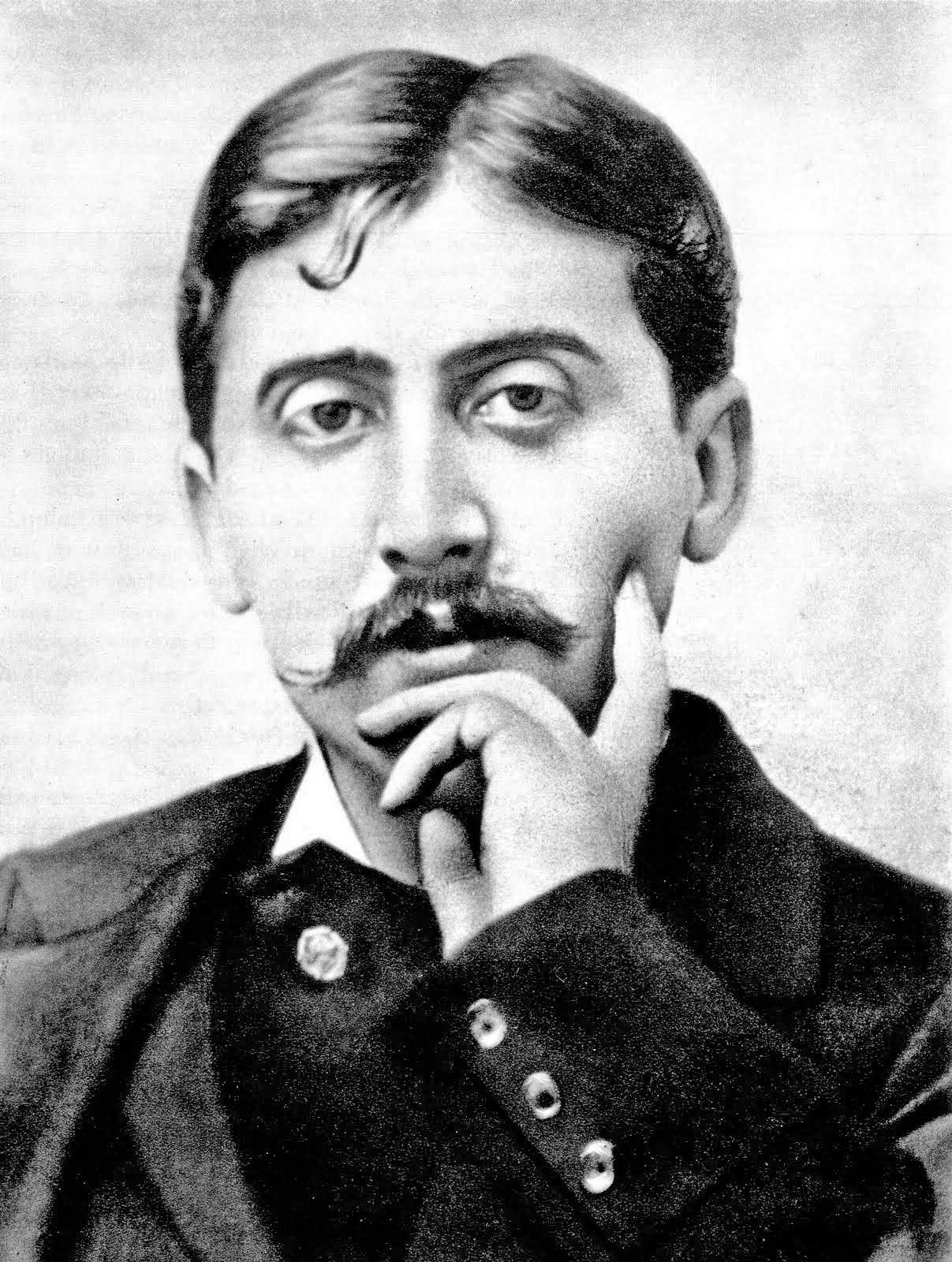
1895년의 프루스트

마르셀 프루스트는 그의 소설 《잃어버린 시간을 찾아서》에서 비자발적 기억이라는 용어를 처음으로 만든 사람이다. 프루스트는 심리학적 배경이 없었고, 주로 작가로 활동했다.
프루스트는 비자발적 기억이 "과거의 본질"을 담고 있다고 보았으며, 자발적 기억에는 이것이 결여되어 있다고 주장했다. 프루스트 소설의 주인공이 차에 적신, 마들렌을 먹을 때, 오랫동안 잊혀졌던 이모와 함께 차에 적신 마들렌을 먹었던 어린 시절의 기억이 그에게 되살아난다. 이 기억에서 그는 자신이 있었던 어린 시절의 집, 심지어 그 마을까지 회상하게 된다. 이 장면은 《잃어버린 시간을 찾아서》 전체에 걸쳐 하나의 주제가 되며, 감각이 화자에게 이전의 경험을 상기시키는 역할을 한다. 프루스트는 이를 "비자발적 기억"이라고 명명했다. 관련된 감각적, 정서적 표현들을 동반하는 갑작스럽고 비자발적인 자전적 기억의 환기를 프루스트 현상(Proust phenomenon)이라고 부르기도 한다.

## 현재 연구

### 연쇄 현상
최근 비자발적 기억에 관한 연구의 주제가 된 한 가지 개념은 연쇄 현상이다. 이 현상은 비자발적 기억이 관련된 다른 비자발적 기억을 촉발하는 경향이 있다는 개념이다. 일반적으로, 비자발적 기억의 내용이 서로 관련되어 있어서 연쇄 효과를 일으키는 것으로 생각된다.
J.H 메이스가 수행한 일기 연구에서, 참가자들은 하나의 비자발적 기억이 발생했을 때 빠르게 일련의 다른 비자발적 기억들을 촉발하는 경우가 자주 있다고 보고했다. 이것은 비자발적 기억의 촉발 원천으로 인식되었다.
번스타인의 연구에서도 일기 방법이 비자발적 기억 연쇄 현상 연구에 적용되었다. 주요 가설은 연쇄 현상이 자전적 기억 과제에서도 발생할 것이라는 것이었다. 참가자들은 자전적 기억 과제를 수행하는 동안 비자발적 기억의 존재를 보고하도록 요청받았다. 결과는 참가자들이 의도적으로 과거를 회상할 때(자발적 기억이라고도 알려짐) 비자발적 기억 회상을 경험한다는 것을 보여주었다. 이는 비자발적 기억 생성이 자발적 기억—즉, 의도적인 과거 회상—으로부터의 연쇄 현상의 산물로 발생한다는 것을 시사한다.

### 점화
비자발적 기억 연구에서 흔한 질문은 점화와 관련이 있다; 무엇이 그러한 기억을 활성화시키는가? 최근 몇 년간 비자발적 기억이 점화되는 조건을 관찰하기 위한 다양한 연구가 수행되었다.
메이스는 최근 연구에서 과거에 대해 생각하는 것과 같은 기본적인 인지 활동이 비자발적 기억을 점화할 수 있다는 개념을 시험하고자 했다. 이 아이디어를 시험하기 위해, 메이스는 참가자들이 2주 동안 경험한 비자발적 기억을 일기에 기록하는 일기 방법 연구를 설계했다. 이 2주 동안, 참가자들은 또한 일정 간격으로 실험실에 와서 특정 생애 기간(예: 고등학교, 결혼 후 첫 5년)의 기억을 회상하도록 지시받았다. 이후, 대조군 조건과 비자발적 기억을 비교한 결과, 참가자들의 비자발적 기억 중 상당수가 회상하도록 지시받은 시간대와 관련이 있다는 것을 발견했다. 이러한 발견은 비자발적 기억이 회상하고 과거를 떠올리는 것과 같은 가장 단순한 인지 과제에 의해서도 점화될 수 있음을 시사한다.

## 신경학적 기반

해마는 비자발적 기억의 성공적인 회상에 중요하다.

비자발적 기억의 신경학적 기능에 관한 연구는 그 수가 많지 않다. 지금까지 양전자 방출 단층촬영(PET)을 사용하여 비자발적 기억과 자발적 기억을 비교한 신경영상 연구는 단 두 건만이 수행되었다.
첫 번째 연구에서는 비자발적 기억 회상이 성공적인 일화적 기억 회상과 관련이 있는 것으로 알려진 뇌 구조인 해마에 의해 매개되지만, 해마의 관여는 기억이 의도적인지 여부와 무관하다는 것을 발견했다. 연구자들은 이것이 비자발적 기억이 해마가 매개하는 회상의 "상대적 자동성"을 반영할 수 있다고 생각한다. 그러나 그들의 연구는 주로 의도적 회상에 관련된 영역과 기능을 식별하는 데 초점을 맞추고 있다. 내측/외측 두정엽과 우측 전전두엽 피질의 활동은 인코딩의 깊이에 민감하지 않고, 오히려 회상의 의도성에 따라 달라졌다. 이러한 영역들은 의도적 회상 동안 더 많이 관여하게 되는데, 이 영역의 한 기능이 현재의 행동 목표를 돕기 위해 기억을 정렬하는 것일 수 있음을 시사한다. 이는 개인이 현재 상황에 가장 도움이 될 기억을 의식적으로 회상하지 않는 비자발적 기억과는 구별된다. 그러나 이 과정이 뇌에 의해 무의식적으로 수행되는지의 여부는 아직 명확하지 않다. 비자발적 단어 인식 과제를 다룰 때, 좌측 하전두이랑, 좌측 상측두이랑, 좌측 해마, 우측 상후두엽 피질과 같은 영역들의 활동이 모두 관련되어 왔다. 그러나 비자발적 기억과 고유하게 연관된 영역과 구조는 아직 명확하지 않으며, 이 기억 현상의 인지적, 신경학적 기반을 이해하기 위해 더 많은 연구가 필요하다.
두 번째 연구에서는 내측 측두엽, 후대상회이랑, 그리고 쐐기전소엽이 우측 배외측 전전두엽 피질에서 볼 수 있는 실행 통제의 유무와 관계없이 회상 성공 동안 활성화된다는 것을 발견했다. 이 현상은 비자발적 기억이 지각적 정보를 회상할 때 자발적 기억과 동일한 시스템을 사용하여 성공적으로 회상된다는 것을 의미한다. 이것은 자발적 회상과 비자발적 회상이 대체로 별개의 피질 네트워크에 의해 매개되지 않는다는 것을 시사하는데, 인지 경로와 뇌 활성화 영역이 아니라면 기억의 두 하위 구성요소를 구별하는 것이 무엇인지에 대한 향후 연구 질문을 제기한다. 또한, 이러한 인지 메커니즘의 유사성이 회상의 의도성과 관계없이 회상된 기억 자체의 공유된 특성과 영향을 반영하는지 탐구될 수 있다. 이 특정 연구에서, 자발적 회상과 비자발적 회상은 모두 후대상회이랑, 좌측 쐐기전소엽, 그리고 우측 해마곁이랑의 활성화 증가와 관련이 있었다. 또한, 우측 배외측 전전두엽 피질과 좌측 쐐기전소엽은 자발적 회상 동안 더 활성화되었고, 좌측 배외측 전전두엽 피질은 비자발적 회상 동안 더 활성화되었다. 비자발적 기억 회상 동안 좌측 배외측 전전두엽 피질에서 보이는 활성화는 회상된 재료가 의미 판단 과제를 방해하는 것을 방지하려는 시도를 반영한다고 제안된다.

## 연령의 영향

### 발달
연령은 기억 능력에 영향을 미치지만, 기억을 인코딩(기억하기 위한)하는 데 사용되는 일반적인 전략이 더 중요하다는 것이 밝혀졌다. 정보를 더 잘 기억하는 사람들은 더 많은 비자발적 기억을 가질 가능성이 높다.
어린 아이들(10세 이하)의 경우, 시험 중에 비자발적 기억을 유도하는 것이 자발적 기억을 사용하는 것보다 훨씬 더 좋은 결과를 낸다는 것도 발견되었다. 이것은 실제 시험 질문 전에 모호하고 약간 관련된 질문이나 문장을 제시함으로써 달성될 수 있다. 나이가 많은 아이들(14세 이상)의 경우, 그 반대가 성립되어 엄격하게 자발적인 기억이 더 나은 시험 결과로 이어진다.

### 회상 고조 현상
회상 고조 현상은 청소년기와 초기 성인기에 형성된 기억이 인생의 다른, 시기의 기억보다 더 흔하게 기억되는 현상이다. 이는 자아 정체성의 형성이나 생애 전반에 걸친 인지 능력의 발달 때문으로, 자발적 기억과 비자발적 기억 모두에 해당한다는 것이 밝혀졌다. 연령이 회상되는 기억의 양에 차이를 가져온다는 것이 발견되었지만, 비자발적 기억의 특수성에는 연령적 차이가 발견되지 않았다.

## 감정의 역할

### 감정 강도
감정은 기억과 관련하여 강한 역할을 한다. 더 강한 감정과 연관된 기억(예: 결혼식에서 행복했던 기억)이 더 쉽게 기억되고 빠르게 회상된다는 것이 밝혀졌으며, 심한 스트레스 순간에 형성된 기억도 마찬가지이다. 이것은 비자발적 기억에도 해당되며, 행복한 비자발적 기억이 불행하거나 중립적인 비자발적 기억보다 두 배 더 자주 발생한다.

## 임상적 장애에서의 역할

### 외상 후 스트레스 장애
종종 어떤 형태의 외상 피해자들은 자발적으로 그리고 경고 없이 그들의 생각에 침투하는 생생한 기억을 묘사한다. 이러한 정신적 침입이 시간이 지나도 유지되면 외상 후 스트레스 장애(PTSD)의 특징적 증상을 구성한다.
《DSM-IV》는 외상을 누군가가 자신이나 타인에 대한 심각한 부상을 경험하거나 목격하거나, 자신의 온전함에 대한 위협을 경험하는 사건으로 정의한다. 또한 그 사람은 외상 당시 두려움, 무력감 또는 공포감으로 반응했어야 한다. 이에 따른 주요 심리적 결과에는 외상적 사건의 재경험(침투적 사고와 이미지 모두를 통해), 외상 관련 자극의 회피, 그리고 각성 수준의 증가가 포함된다.
비자발적 기억과 관련하여, 연구자들은 주로 일반적으로 어떤 형태의 사건 재경험을 포함하는 이러한 외상 관련 침입의 개념에 관심이 있으며, 여기에는 감각적 요소(예: 시각적, 청각적 등 모든 양식의 이미지)가 포함된다. 이러한 침입은 종종 "플래시백"이라고 불리며, 피해자가 외상을 재경험하고 있는 것처럼 느끼게 하고, 높은 수준의 감정적 각성과 임박한 위협감을 유발한다. 일반적으로, 이는 당시 가장 두드러졌던 외상적 사건의 일부로, "핫스팟"으로 알려져 있으며, 높은 수준의 감정적 고통을 유발하고 의도적으로 회상하기 어려울 수 있다는 특징적인 특성을 가진다. 이것은 PTSD의 정의적 특징이지만, 침입적 기억은 불안 기반 장애, 정신병적 장애 및 일반 인구 내에서도 자주 발견된다. 이러한 기억이 나타나는 맥락에 관계없이, 침입은 저장된 정보가 비자발적으로 회상되고 있다는 동일한 중심적 특징을 가지는 경향이 있다. 침입은 개인이 외상 동안 처리되고 저장된 자극과 유사한 자극을 만날 때 발생하여, 기억을 의식적인 마음으로 촉발한다고 생각된다. 흔한 예로, 자동차 사고의 피해자가 타이어가 끼익 소리를 들었을 때 자신의 충돌 장면이 플래시백처럼 나타나, 마치 원래 사건으로 돌아간 것처럼 느끼는 경우가 있다.

### 정신병
스트레스와 외상적 사건은 플래시백이라고 불리는 비자발적 기억으로 나타날 수 있으며, 다양한 불안 기반 및 정신병적 장애를 유발할 수 있다. 사회 공포증, 양극성 장애, 우울증, 광장 공포증은 플래시백의 영향을 받는 장애의 몇 가지 예이다.
정신병은 일련의 지각적 표현으로 정의되며, 관련 증상은 종종 '양성' 또는 '음성'으로 지칭된다. 양성 증상은 망상적이며 환각을 포함할 수 있고, 음성 증상은 정서적 느낌의 부족과 동기 상실을 포함한 기능의 "결여"로 특징지어진다. 한 연구에서는 심각한 정신 질환을 가진 환자들에게 외상 유병률이 높다는 것을 발견했다. 그러나 PTSD와 유사한 증상을 보일 때 PTSD로 진단받은 사람은 소수에 불과했다. 따라서, 정신병의 더 복잡한 증상이 PTSD를 진단할 때 필요한 임상적 탐지를 방해할 수 있다. 또한, PTSD로 진단받고 외상의 형태가 확인된 사람들은 망상 및 환각과 같은 정신병의 양성 증상을 보인다. 마지막으로, 정신병을 앓고 있는 개인이 침입에 더 취약할 수 있다고 제안되었다.